# 托瑞·威爾遜
托瑞·威爾遜（英語：Torrie Wilson，1975年7月24日—），原名Torrie Anne Wilson，是一位美國前職業摔角選手、健美選手、模特、部落客、演員，出生於愛荷華州的波夕。

## 生平
1998年當選銀河健美小姐，1999年2月在世界冠軍摔角聯盟出道，並曾在2003年擔任《花花公子》的封面女郎，2008年5月宣告退出摔角選手行列。於2019年入選世界摔角娛樂名人堂。

## 外部連結
- Torrie Wilson （页面存档备份，存于）在WWE上的資料
- 托瑞·威爾遜的Facebook專頁
- 托瑞·威爾遜的Instagram帳戶
- 托瑞·威爾遜在互联网电影资料库（IMDb）上的資料（英文）